# Lukas Dhont
Lukas Dhont (ur. 14 maja 1991 w Gandawie) – belgijski reżyser i scenarzysta filmowy.
Zaczynał karierę w 2012 od kręcenia filmów krótkometrażowych. Jego pierwszy film fabularny, Dziewczyna (2018), poruszał temat poszukiwania drogi życiowej przez piętnastoletnią transpłciową baletnicę. Obraz miał swoją premierę w sekcji "Un Certain Regard" na 71. MFF w Cannes, gdzie zdobył Złotą Kamerę za najlepszy debiut reżyserski, Nagrodę FIPRESCI oraz Queerową Palmę dla najlepszego filmu o tematyce LGBT. Wśród licznych późniejszych wyróżnień dla filmu była również Europejska Nagroda Filmowa dla odkrycia roku.
Zasiadał w jury sekcji "Un Certain Regard" na 72. MFF w Cannes (2019).